# Marais Poitevin

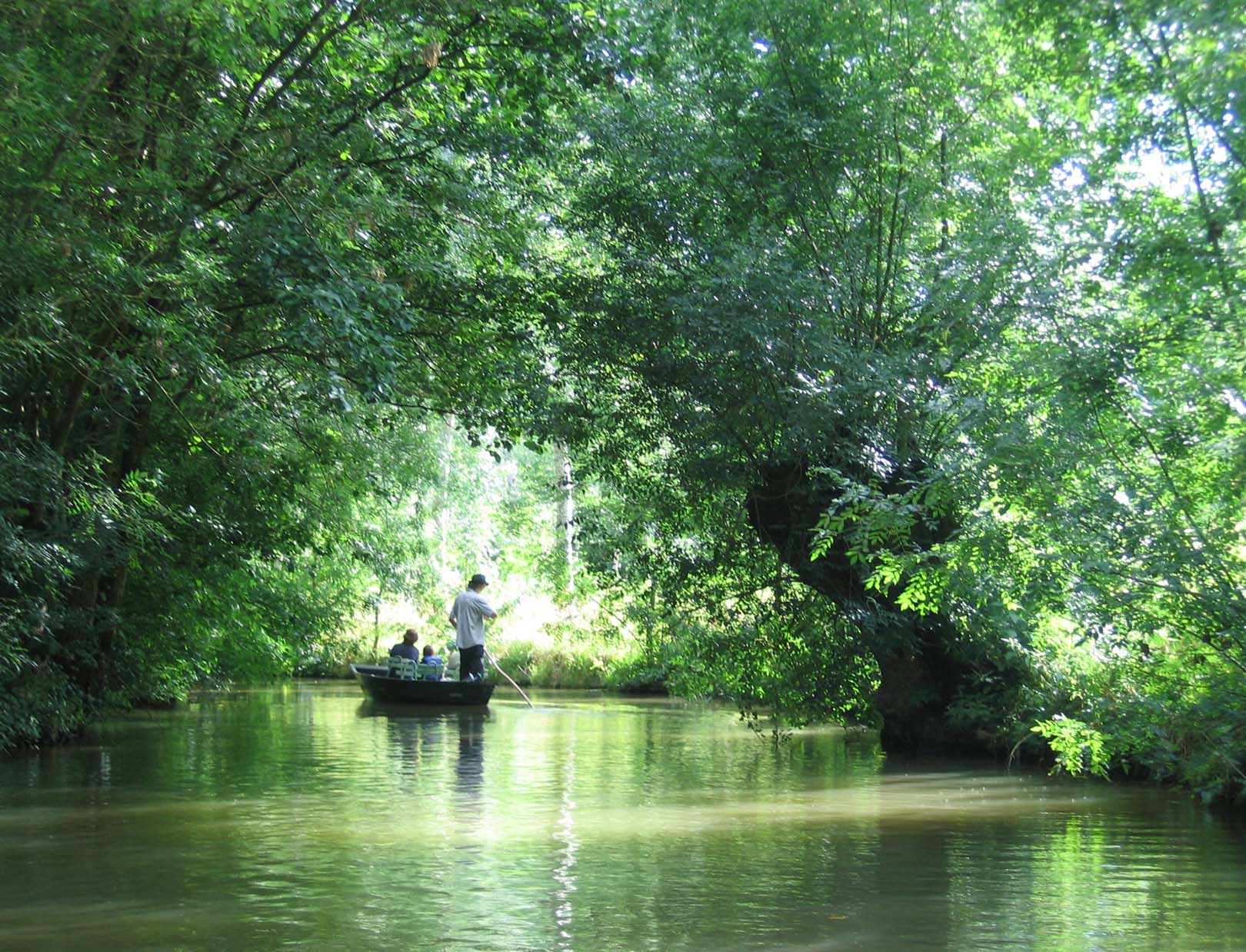

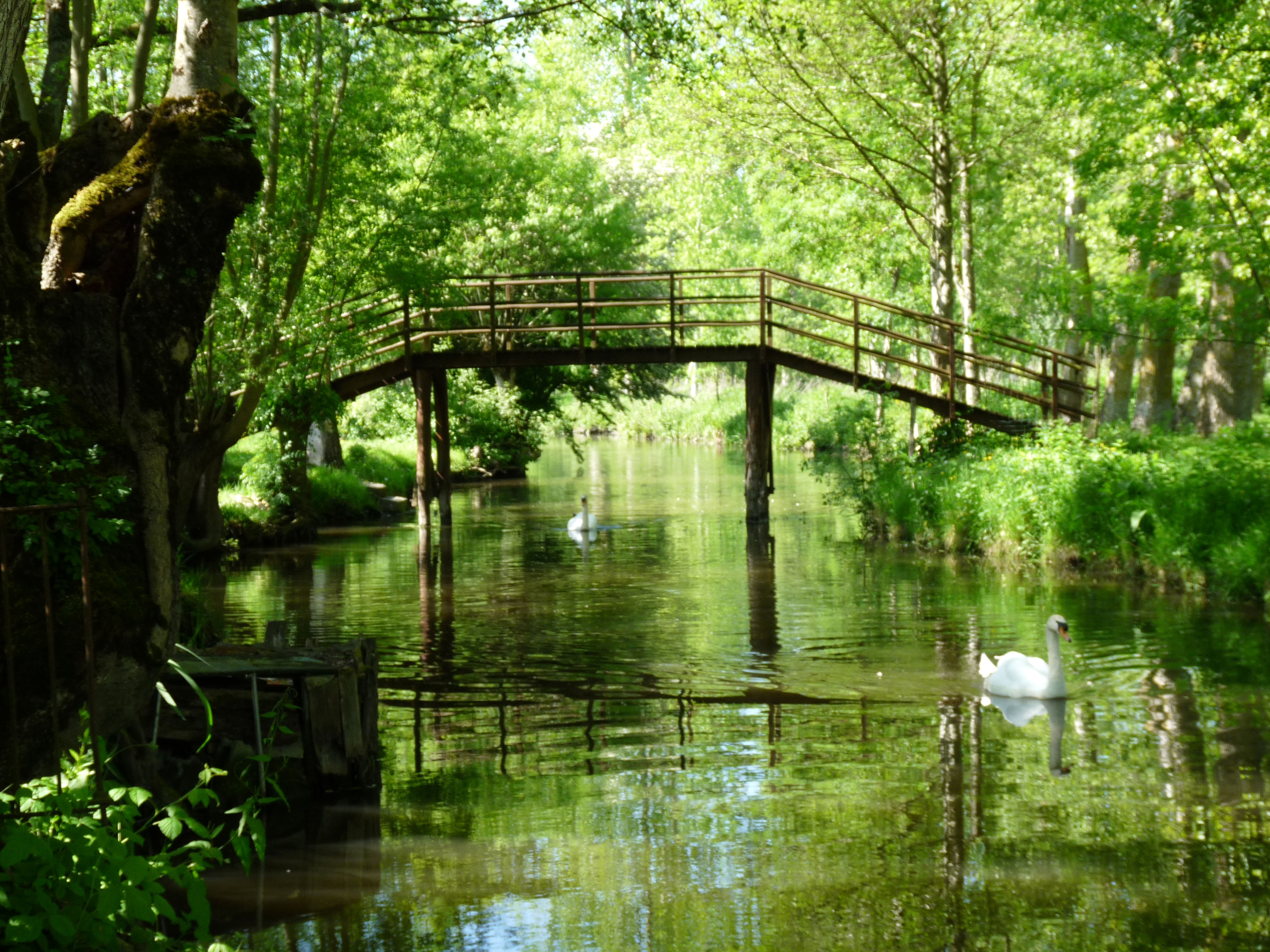

Der Marais Poitevin ist eine Sumpfregion an der Bucht von Aiguillon, an der französischen Westküste nordöstlich von La Rochelle. Er bildet die Grenze zwischen den historischen französischen Provinzen Aunis und Poitou. Wegen seiner Kanäle wird der feuchte Teil Venise Verte, das grüne Venedig, genannt. Das Gebiet steht als Regionaler Naturpark Marais Poitevin unter Naturschutz.

## Geschichte
Anfangs war das Gebiet vom Meer überflutet. Nachdem sich dieses nach und nach zurückgezogen hatte, blieb eine sumpfige Landschaft übrig. Ab dem 11. Jahrhundert wurde von den Mönchen der umliegenden Klöster (Maillezais, Saint-Pierre-le-Vieux, l'Absie, Saint-Maixent, Moreilles) begonnen, das Gebiet mit seiner fruchtbaren Erde landwirtschaftlich nutzbar zu machen. Dazu wurde das Land mit Hilfe von Kanälen und Deichen in den Fluss Sèvre Niortaise entwässert; in der Folge entstanden in diesen trockengelegten Teilen die ersten landwirtschaftlichen Parzellen. Unter Heinrich IV. wurden die Arbeiten intensiviert; dieser holte auch Holländer hinzu.
Heute erstreckt sich der Marais Poitevin über ungefähr 100.000 Hektar (in drei Départements: Vendée, Deux-Sèvres und Charente-Maritime). Seine beiden Bestandteile, der trockengelegte und der feuchte Marais (das Venise Verte) belegen 70 % bzw. 30 % der Gesamtfläche.

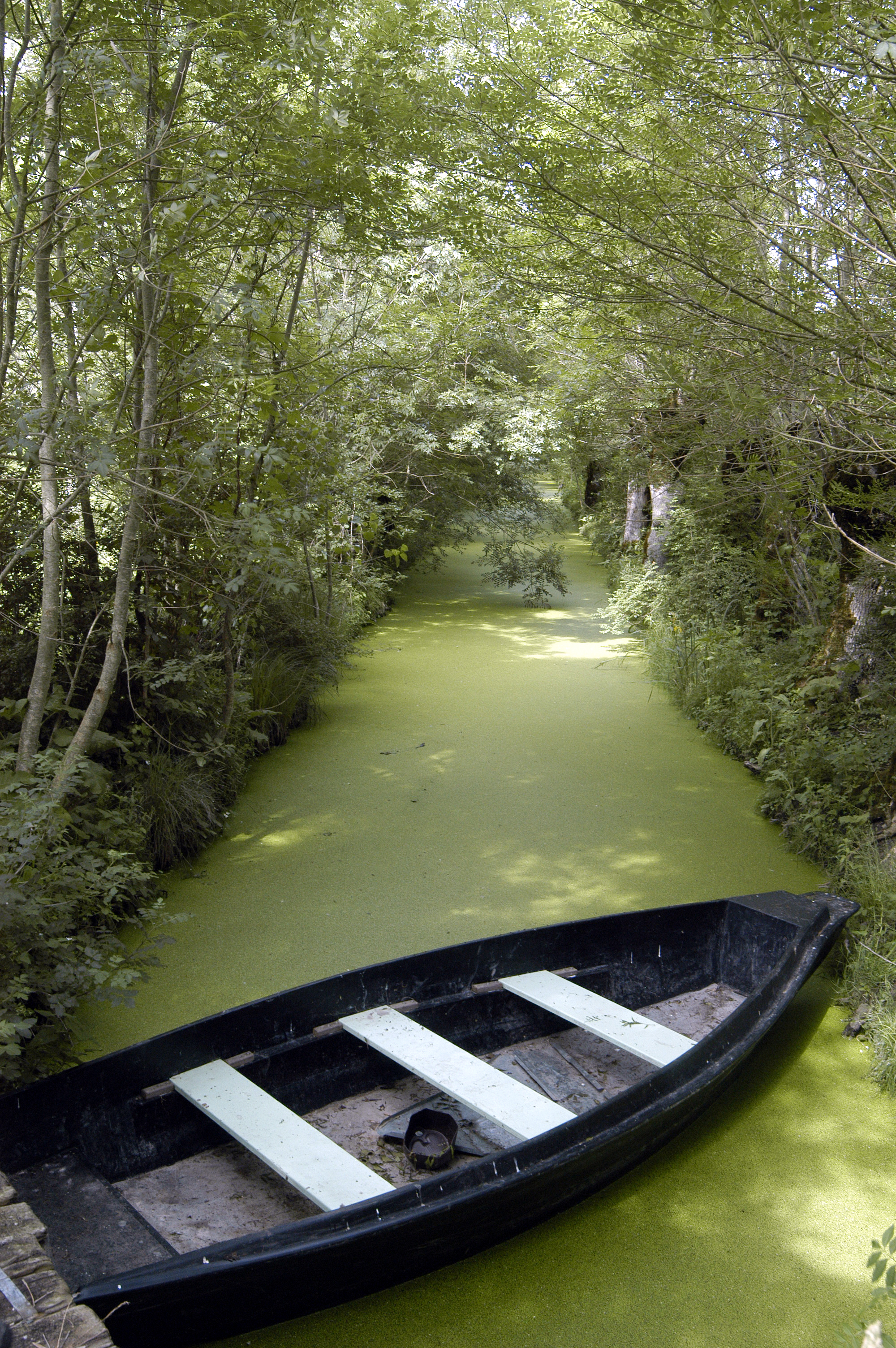
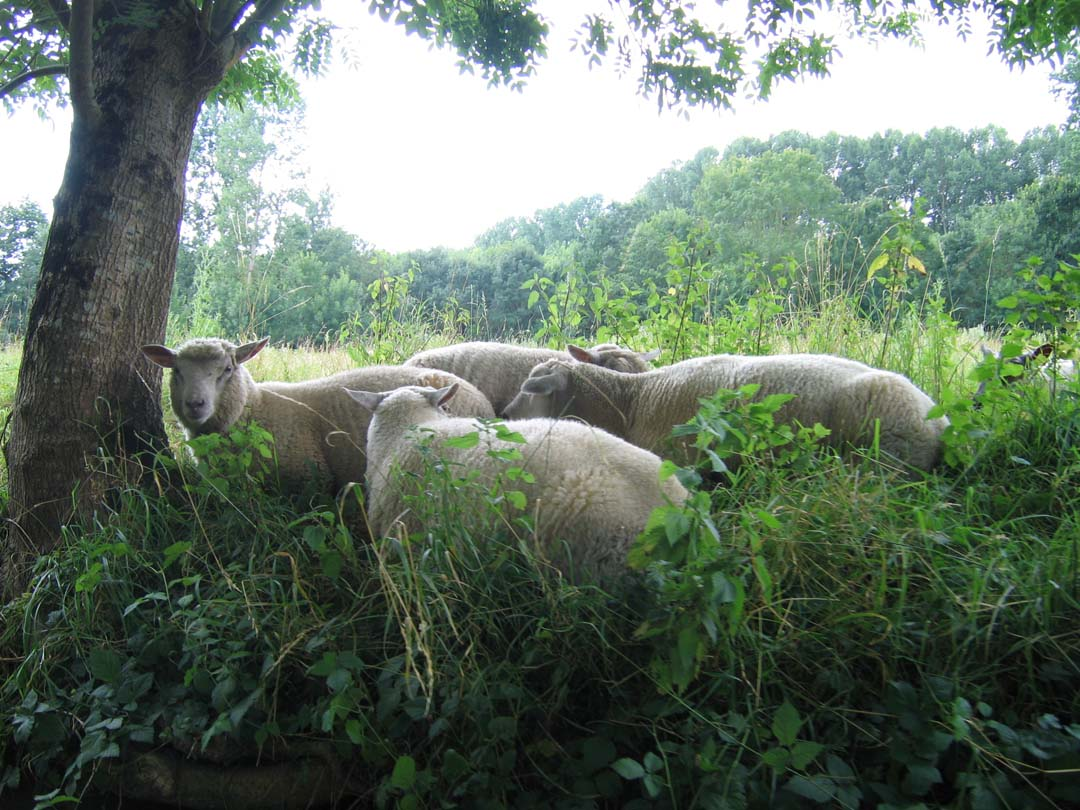
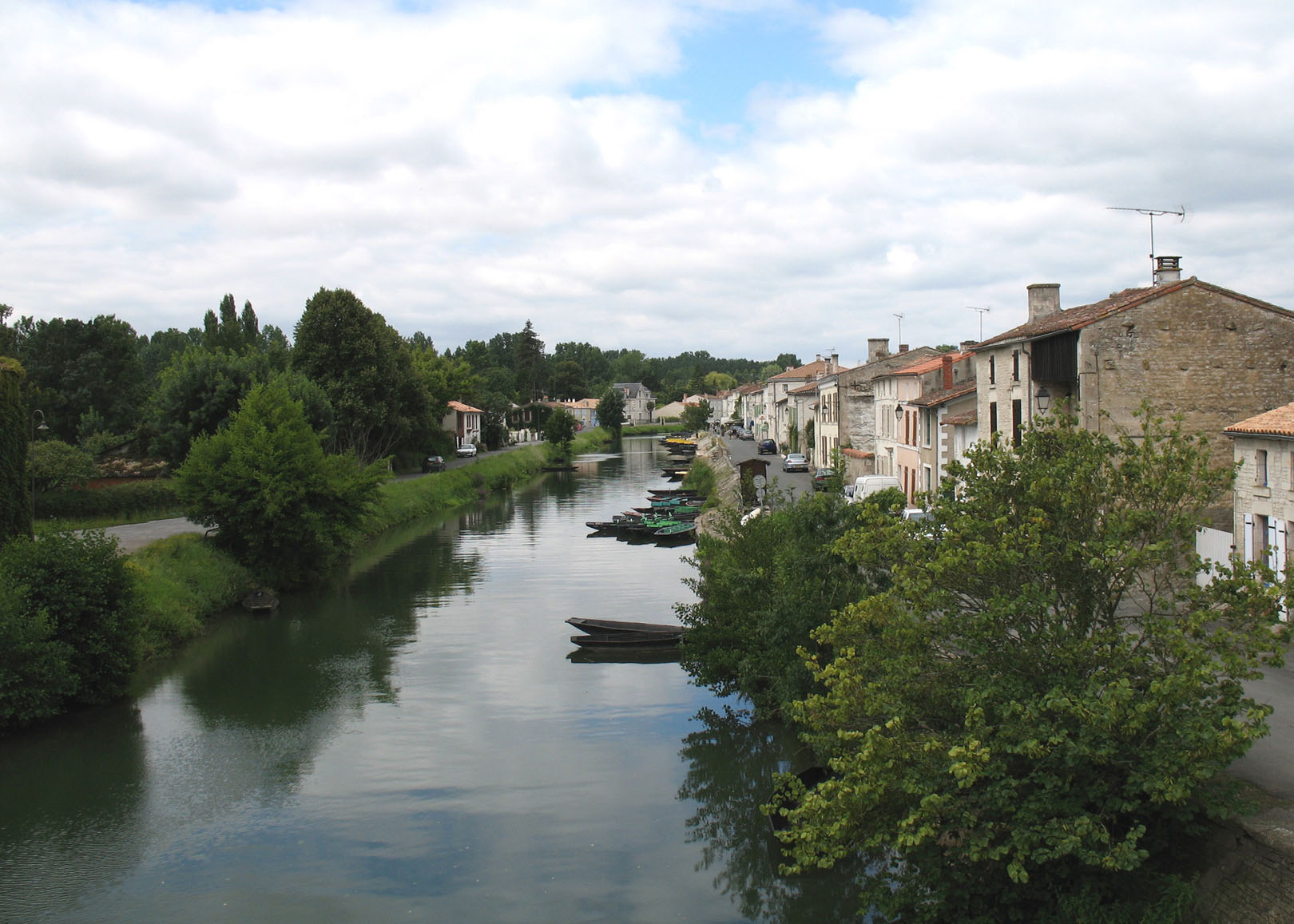
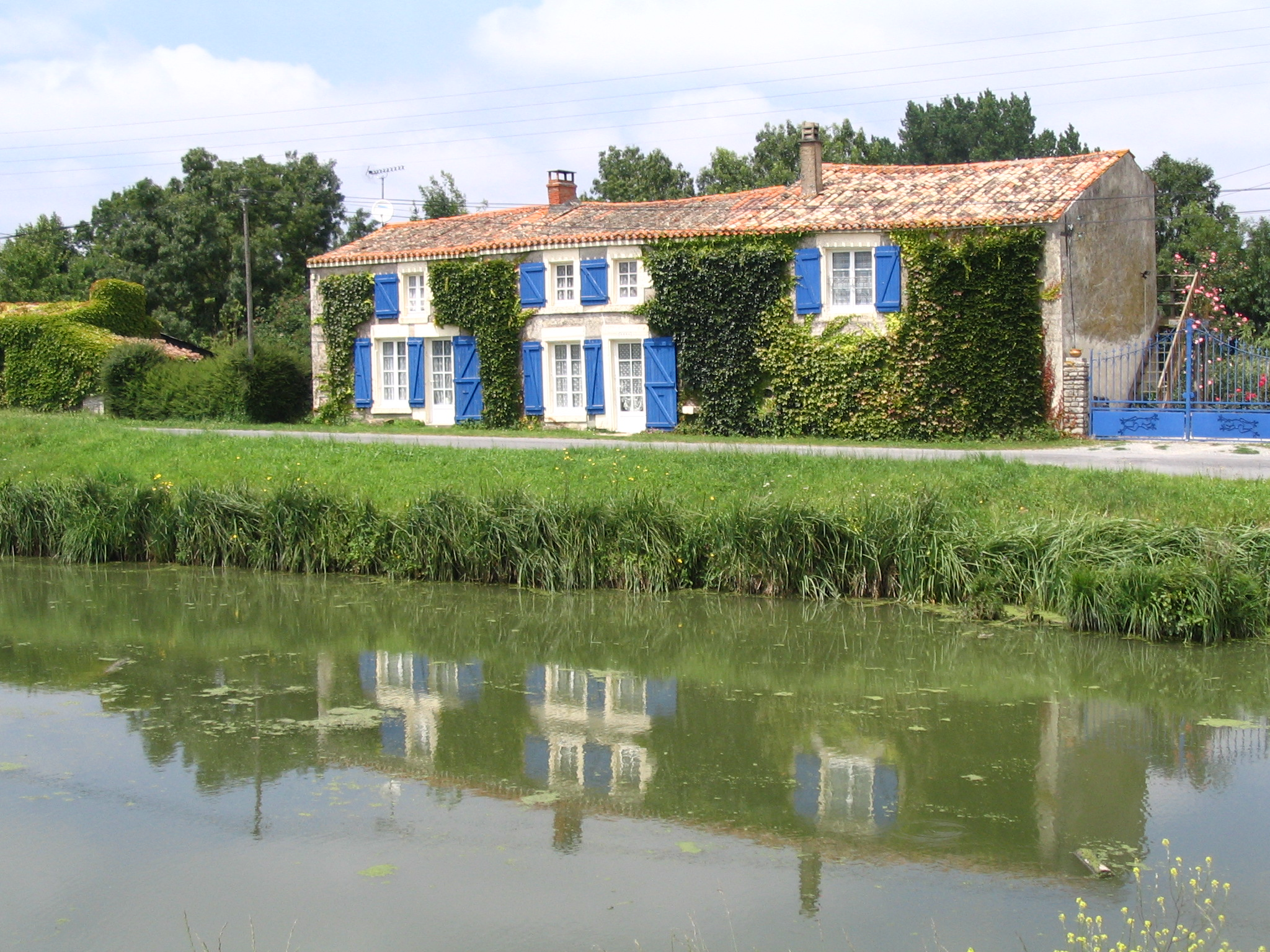